# Hishimonus dichotomous
Hishimonus dichotomous är en insektsart som beskrevs av Kuoh 1976. Hishimonus dichotomous ingår i släktet Hishimonus och familjen dvärgstritar. Inga underarter finns listade i Catalogue of Life.